# Dotzigen
Dotzigen es una comuna suiza del cantón de Berna, situada en el distrito administrativo del Seeland. Limita al norte con las comunas de Meienried y Büren an der Aare, al sur con Diessbach bei Büren y Büetigen, y al oeste con Schwadernau y Scheuren.
Hasta el 31 de diciembre de 2009 situada en el distrito de Büren.

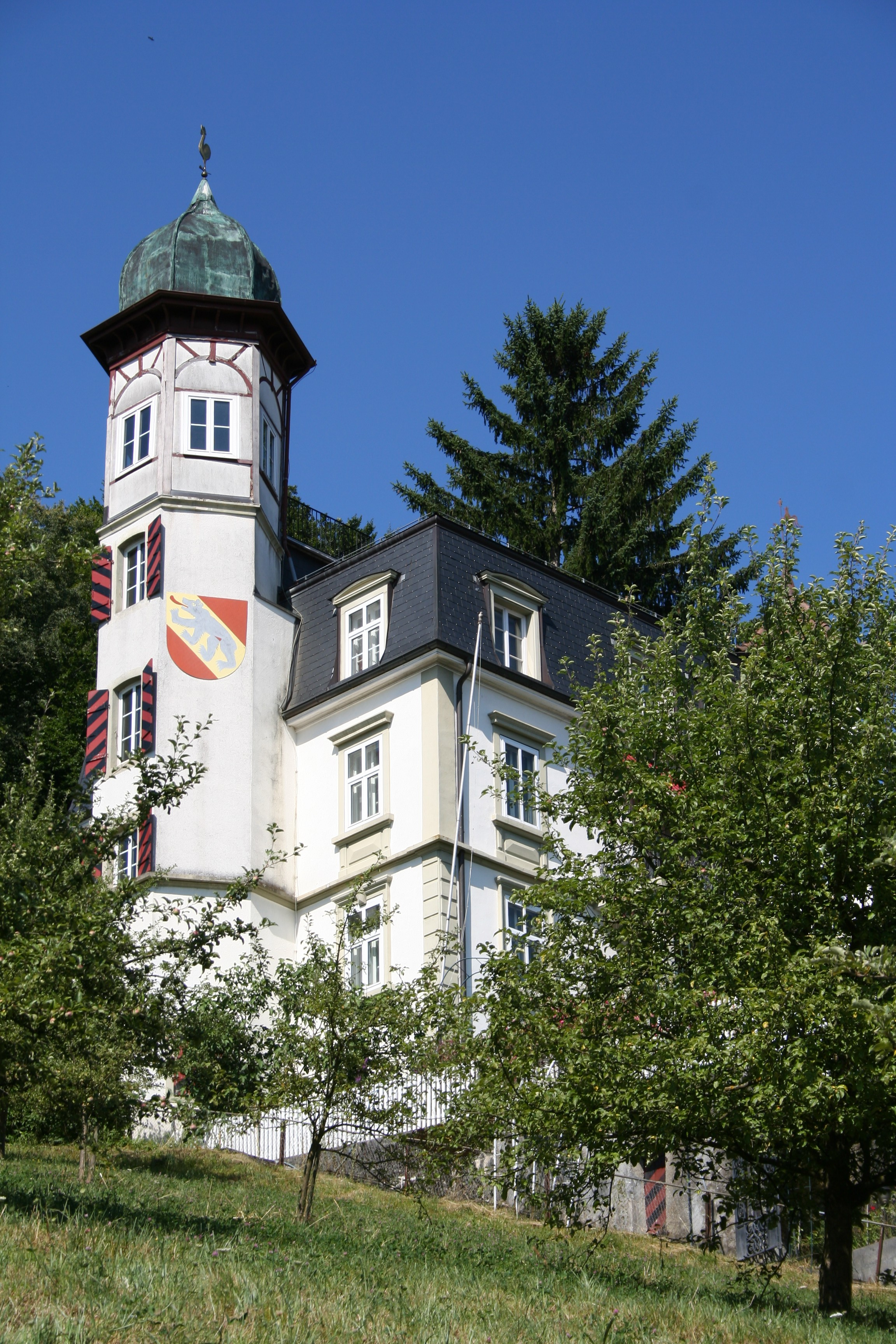
El Castillito.

## Transporte
- Autopista A5,  28 Biel-Ost/Bienne Est y  29 Lengnau